# 8743 Keneke
8743 Keneke este o planetă minoră (asteroid) din centura de asteroizi. A fost descoperită pe 1 martie 1998 la Observatorul European Austral de Eric Walter Elst. 
Obiectul prezintă o orbită caracterizată de o semiaxă mare de 3,9379072 UAi, o excentricitate de 0,16, o înclinație de 16,66545 ° în raport cu ecliptica.